# Bernhard Harms

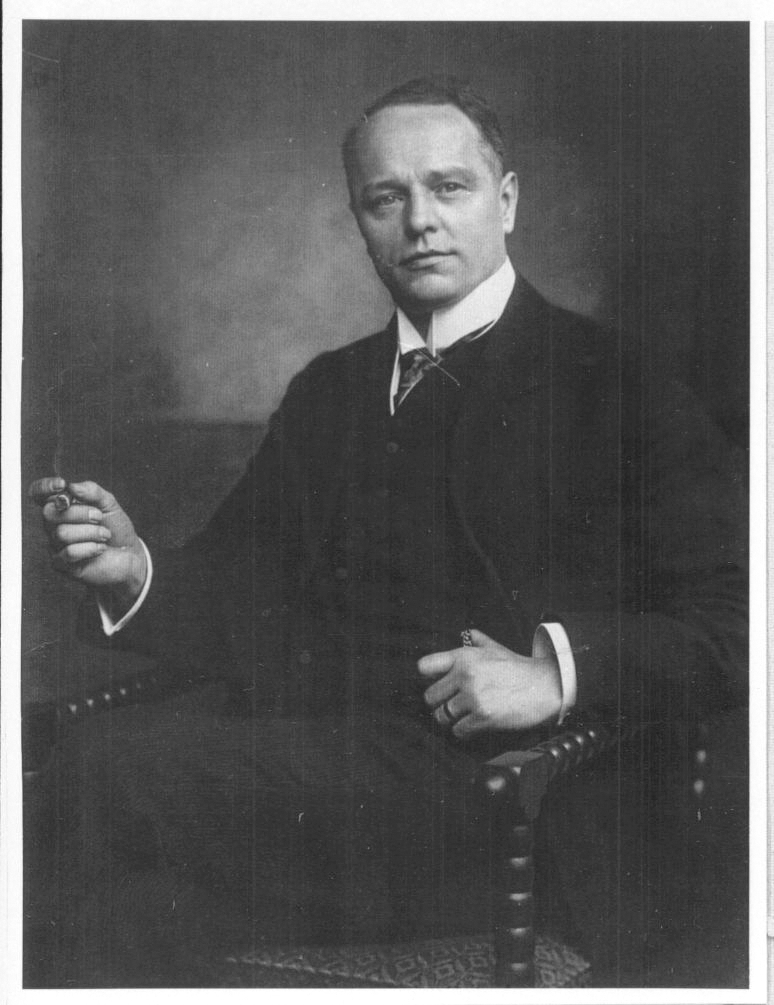
Bernhard Harms, vermutlich in den 1920er Jahren

Christoph Bernhard Cornelius Harms (* 30. März 1876 in Detern, Ostfriesland; † 21. September 1939 in Berlin) war ein deutscher Wirtschaftswissenschaftler. Er war Begründer des Instituts für Weltwirtschaft und Professor für Weltwirtschaftslehre an der Universität Kiel. 1933 wurde er von den Nationalsozialisten dieses Amtes enthoben und verhielt sich in der Folge ambivalent gegenüber dem „Dritten Reich“.

## Leben
Nach einer Ausbildung zum Buchbinder nahm Harms 1897 ein Studium der Staatswissenschaften an der Universität Leipzig auf. Von 1900 bis 1906 studierte er Volkswirtschaftslehre an der Universität Tübingen, an der er auch Lehraufträge übernahm. Harms heiratete 1902 und wurde Vater dreier Kinder.
Mit einer Doktorarbeit bei Gustav von Schönberg wurde er 1901 zum Doktor der Staatswissenschaften promoviert. Schon zwei Jahre später habilitierte er sich mit einer Arbeit über die holländischen Arbeitskammern. 1906 lehnte er einen Ruf der Landwirtschaftlichen Hochschule Hohenheim ab und folgte einem Ruf der Universität Jena.
1908 wechselte Harms auf den Lehrstuhl für Nationalökonomie an der Christian-Albrechts-Universität zu Kiel (CAU). Dort gründete er 1914 das Kiel Institut für Weltwirtschaft (IfW), das bis heute international renommiert ist. Damit entstand eine Stätte innovativer und stark empirisch gestützter wirtschaftswissenschaftlicher Forschung, welche zugleich das imperiale deutsche Großmachtstreben unterstützte. Finanzielle und politische Förderer waren die Kaiserfamilie, die Marine, kolonialistische Lobbygruppen, Reeder, Bankiers und Industrielle. Im IfW wurden zum ersten Mal in Deutschland überhaupt eine Forschungsabteilung, ein Wirtschaftsarchiv, eine Bibliothek und eine Redaktion zur Herausgabe mehrerer Zeitschriften und Monografien unter einem Dach zusammengebracht. 1920 sollte noch der Wirtschaftswissenschaftliche Club (WWC) hinzukommen.
Mit der Herausgabe der Kriegswirtschaftlichen Nachrichten, einer mehrmals wöchentlich einem Abonnentenkreis aus Militärs, Industriellen und Handelsfirmen zugehenden Informationssammlung zum Geschehen im Wirtschaftskrieg, konnte das IfW ab 1915 seine finanziellen Ressourcen und seine politische Bedeutung stark steigern. Zu Beginn des Krieges schlug Harms einen kriegsbegeisterten Kurs ein, sprach sich für eine Ausweitung des U-Boot-Krieges aus und betrieb Kriegshetze gegen Großbritannien. Im späteren Kriegsverlauf trat er für einen „Kompromissfrieden“ ein und tolerierte den dezidierten Pazifisten Hans Wehberg als Mitarbeiter. 1917/18 war er Rektor der CAU.
Harms öffnete das Institut auch für Studenten und Forscher aus dem Ausland und organisierte einen „an internationalen Standards orientierten“ Forschungs- und Lehrbetrieb. Besonders für den Aufbau der neuen Konjunktur-Abteilung konnte er namhafte Forscher gewinnen, so Adolph Lowe, Gerhard Colm und Hans Neisser. Von 1928 bis 1933 war Harms Mitglied des Senats der Kaiser-Wilhelm-Gesellschaft zur Förderung der Wissenschaften.
Nach der Machtübernahme der Nationalsozialisten zu Beginn des Jahres 1933 versuchte der „Vernunftrepublikaner“ Harms zuerst noch, seine jüdischstämmigen und bekennend demokratischen Kollegen vor der Verfolgung durch SA-Männer und nationalistische Studierende zu schützen. Er blieb jedoch nur noch wenige Wochen (bis Juni 1933) Leiter des IfW. Auf politischen Druck hin musste er die Leitung des Instituts an den engagierten Nationalsozialisten und späteren Widerstandskämpfer Jens Jessen übergeben. Er blieb de jure Ordinarius in Kiel, konnte seine Lehrtätigkeit aber nicht fortsetzen. In den folgenden Jahren machte er mehrere Studienreisen ins Ausland und zog 1935 nach Berlin. Durch Vermittlung seines Freundes Johannes Popitz wurde er Mitglied der Mittwochsgesellschaft und erhielt 1935 eine Honorarprofessur an der Berliner Universität. Der Preis für seine Reaktivierung war die Bereitschaft zur politischen Anpassung. In seiner Antrittsvorlesung, die 1936 als Broschüre veröffentlicht wurde, bekannte er sich zur "Totalitätsidee" des Nationalsozialismus – eine Wortmeldung, die von einigen seiner alten Freunde als schockierend empfunden wurde.

Harms wurde vor dem Gebäude des Kieler Instituts für Weltwirtschaft begraben.

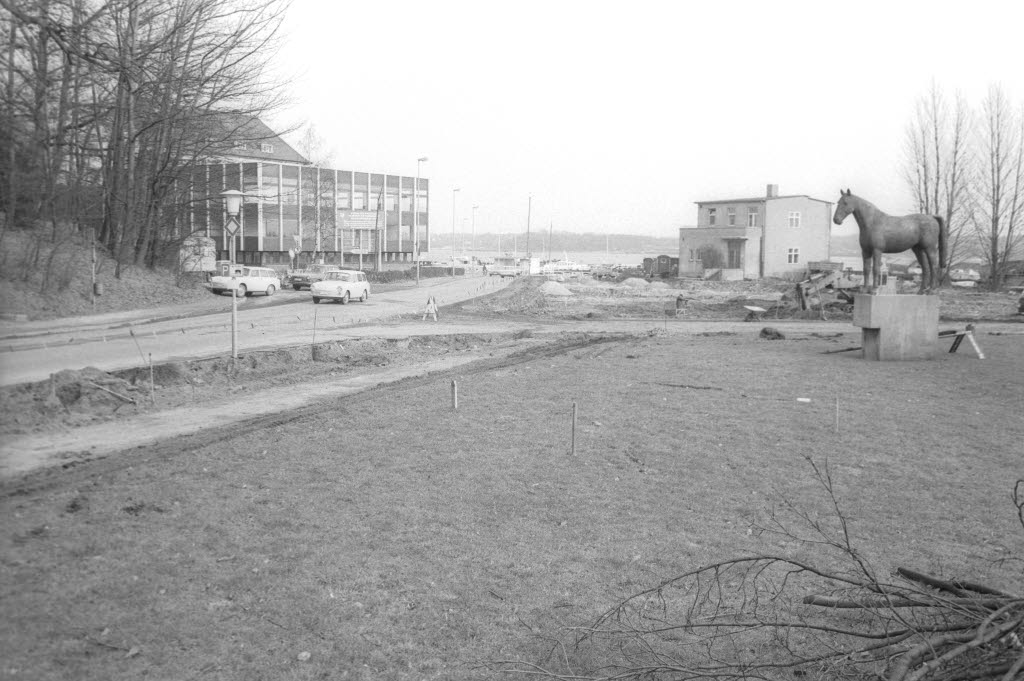
Bau des Bernhard-Harms-Wegs (1971)

## Auszeichnungen (Auswahl)
- Eisernes Kreuz am weißen Bande, 1917
- Verdienstkreuz für Kriegshilfe, 1917
- Lippisches Kriegsverdienstkreuz, 1917
- Ehrendoktorwürde der Rechts- und Staatswissenschaftlichen Fakultät der Christian-Albrechts-Universität zu Kiel, 1918[10]

## Bernhard-Harms-Preis und Bernhard-Harms-Medaille
Ihm zu Ehren vergibt das Kieler Institut für Weltwirtschaft seit 1964 alle zwei Jahre den Bernhard-Harms-Preis. Der mit 25.000 € dotierte Preis wird an eine Person verliehen, die „sich durch hervorragende Leistungen auf dem Gebiet weltwirtschaftlicher Forschung ausgezeichnet hat oder die durch ihre Tätigkeit in der Wirtschaftspraxis einen herausragenden Beitrag zur Förderung weltwirtschaftlicher Beziehungen geleistet hat“.
Seit 1980 vergibt das Institut für Weltwirtschaft außerdem in unregelmäßigen Abständen die Bernhard-Harms-Medaille an Personen, die sich um das Institut und die weltwirtschaftliche Forschung in der Tradition von Bernhard Harms verdient gemacht haben.

## Schriften (Auswahl)
- Zur Entwicklungsgeschichte der Deutschen Buchbinderei in der zweiten Hälfte des 19. Jahrhunderts, Tübingen und Leipzig 1902.
- Die holländischen Arbeitskammern. Ihre Entstehung, Organisation und Wirksamkeit, Tübingen 1903.
- Deutsche Arbeitskammern. Untersuchungen zur Frage einer gesetzlichen Interessenvertretung der Unternehmer und Arbeiter in Deutschland, Tübingen 1904.
- Arbeitskammern und Kaufmannskammern. Gesetzliche Interessenvertretungen der Unternehmer, Angestellten und Arbeiter, Tübingen 1906.
- Der Maximalarbeitstag, Tübingen 1907.
- Die Münz- und Geldpolitik der Stadt Basel im Mittelalter. Tübingen 1907 (= Zeitschrift für die gesamte Staatswissenschaft, Ergänzungsheft 23).
- Ferdinand Lassalle und seine Bedeutung für die deutsche Sozialdemokratie, Jena 1909.
- Der Stadthaushalt Basels im ausgehenden Mittelalter. Quellen und Studien zur Basler Finanzgeschichte. Tübingen 1909–1913.
- Volkswirtschaft und Weltwirtschaft, Versuch der Begründung einer Weltwirtschaftslehre, Jena 1912.
- Der auswärtige Handel in: Philipp Zorn, Herbert von Berger (Schriftleitung): Deutschland unter Kaiser Wilhelm II. Hrsg. von Siegfried Körte, Friedrich Wilhelm von Loebell u. a. 3 Bände. R. Hobbing, Berlin 1914.
- Zur Wiederanknüpfung und Pflege der weltwirtschaftlichen Beziehungen Deutschlands, Kiel 1915.
- Grundriss für einen Vortrag über das Thema: Der englische Aushungerungsplan und wir, herausgegeben von der Kieler Organisation zur Sicherung der Volksernährung, IfW, Kiel 1915.
- Freie Meere. In: Akademischer Hilfsbund (Hrsg.): Unter deutschen Eichen. Vierte Liebesgabe Deutscher Hochschüler, Furche-Verlag, Cassel 1915, S. 141–150.
- Deutschlands Anteil an Welthandel und Weltschiffahrt, Stuttgart 1916.
- Die Zukunft der Weltwirtschaft, Kiel 1916.
- Das Königliche Institut für Seeverkehr und Weltwirtschaft an der Christian-Albrechts-Universität zu Kiel, Kaiser Wilhelm-Stiftung, Kiel 1917.
- Der uneingeschränkte U-Bootkrieg und die Nahrungsmittelversorgung Englands. Rede beim Antritt des Rektorates. In: Kriegswirtschaftliche Nachrichten aus dem Institut für Seeverkehr und Weltwirtschaft in Kiel, Abt. 1, Sondernummer. 3, 1917 [5. März 1917]. In: ZBW, Signatur: Y 2224.
- Völkerrechtliche Sicherungen der wirtschaftlichen Verkehrsfreiheit in Friedenszeiten, Jena 1918.
- Ferdinand Lassalle und seine Bedeutung für die deutsche Sozialdemokratie [Kopie von 1919], Jena 1919.
- Gegenwartsaufgaben der deutschen Handelspolitik, Jena 1925.
- Die Zukunft der deutschen Handelspolitik. Band 1: Vorkriegszeit. Heutige Lage. Problemstellung. Schutzzoll und Freihandel. Agrarzölle, Jena 1925.
- Vom Wirtschaftskrieg zur Weltwirtschaftskonferenz, Jena 1927.
- Strukturwandlungen der Deutschen Volkswirtschaft. Vorlesungen gehalten in der Deutschen Vereinigung für Staatswissenschaftliche Fortbildung. Berlin 1928.
- Universitäten, Professoren und Studenten in der Zeitenwende; vornehmlich vom Standpunkt der Staatswissenschaften (Berliner Antrittsvorlesung, 8. November 1935), Jena 1936.